# Aéroport international Sultan Aboubakar III (Sokoto)
L'aéroport internartional Sultan Aboubakar III (code IATA : SKO • code OACI : DNSO) dessert la ville de Sokoto, capitale de l'État de Sokoto, au Nigéria. Localisé au sud-sud-ouest de la ville, il est principalement utilisé pour les pèlerinages de l’Oumra et du Hajj. 

## Situation
| Uyo Katsina Owerri Asaba Kaduna Maiduguri Port · Harcourt Int. P. Harcourt · Ville Kano Lagos Abuja Sokoto Enugu Akure Bauchi Benin Dutse Ibadan Ilorin Jalingo Makurdi Calabar Warri Jos Yola |

## Compagnies et destinations
| Compagnies       | Destinations     |
| ---------------- | ---------------- |
| Aero Contractors | Abuja-N. Azikiwe |
| Arik Air         | Abuja-N. Azikiwe |
| Max Air          | Abuja-N. Azikiwe |

Édité le 10/01/2020  Actualisé le 9/11/2023

## Statistiques
Pour des raisons techniques, il est temporairement impossible d'afficher le graphique qui aurait dû être présenté ici.

Voir la requête brute et les sources sur Wikidata.